# Sainte-Reine-de-Bretagne
Sainte-Reine-de-Bretagne (bret. Santez-Rouanez-Breizh) – miejscowość i gmina we Francji, w regionie Kraj Loary, w departamencie Loara Atlantycka.
Według danych na rok 2010 gminę zamieszkiwało 2135 osób, a gęstość zaludnienia wynosiła 107 osób/km².